# St.-Jodokus-Kirche (Unterwurmbach)
Die evangelische Filialkirche St. Jodokus ist ein auf die Gotik zurückgehender Sakralbau im Gunzenhäuser Gemeindeteil Unterwurmbach im mittelfränkischen Landkreis Weißenburg-Gunzenhausen.

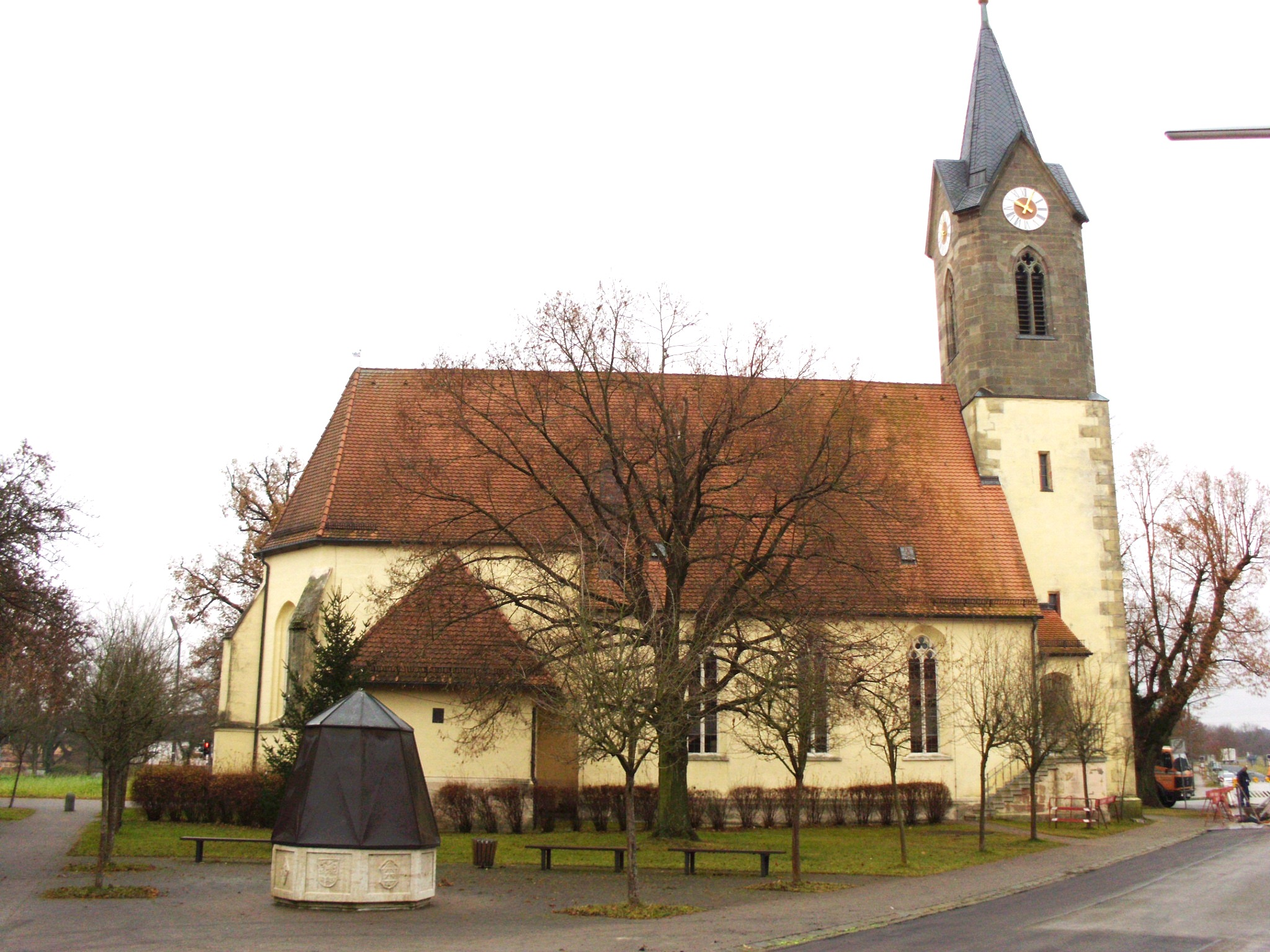
Die Kirche von Unterwurmbach, Nordseite

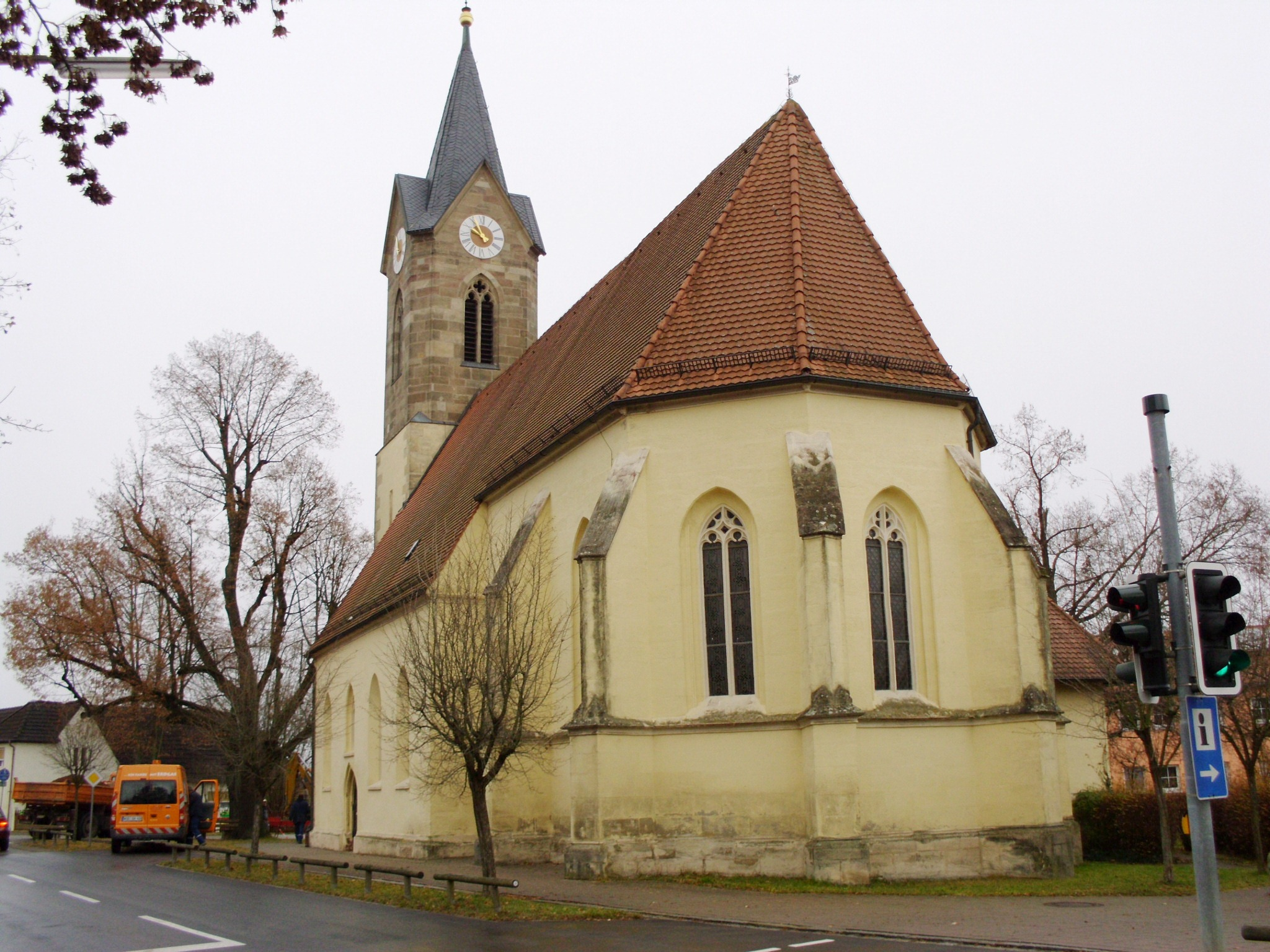
Die Kirche von Unterwurmbach, Ostseite

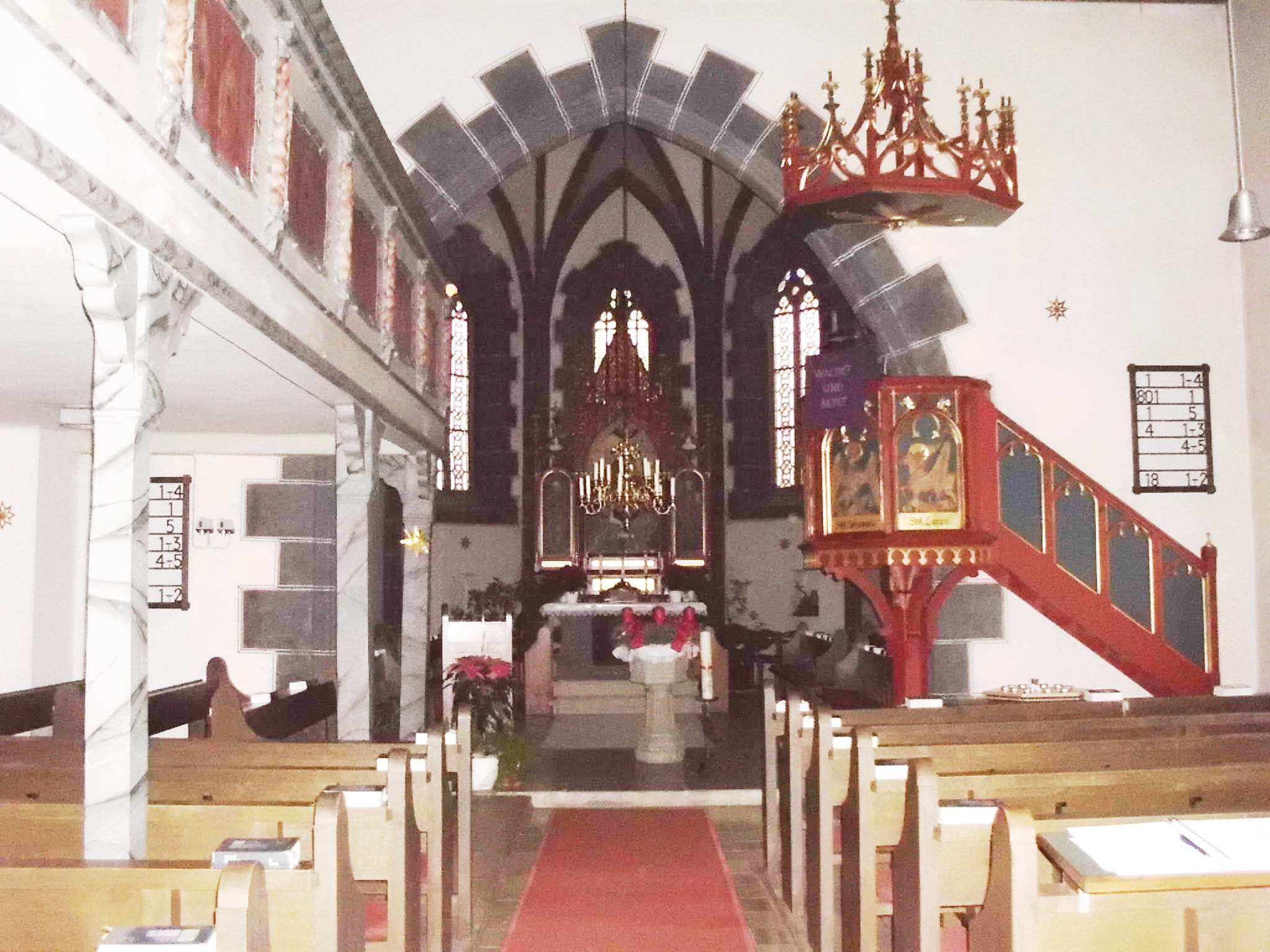
Das Kircheninnere gegen Osten

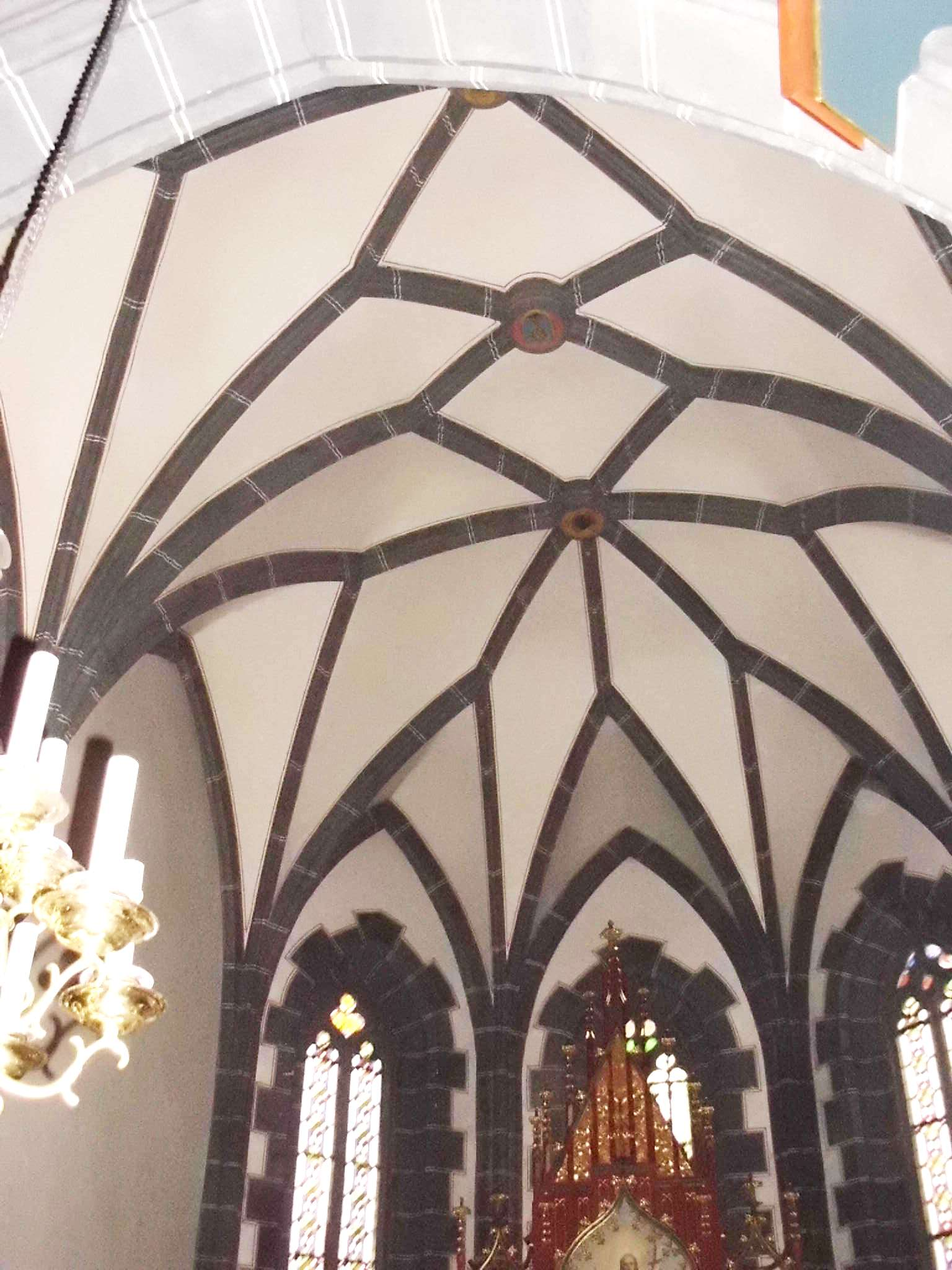
Das gotische Rippennetzgewölbe des Chors

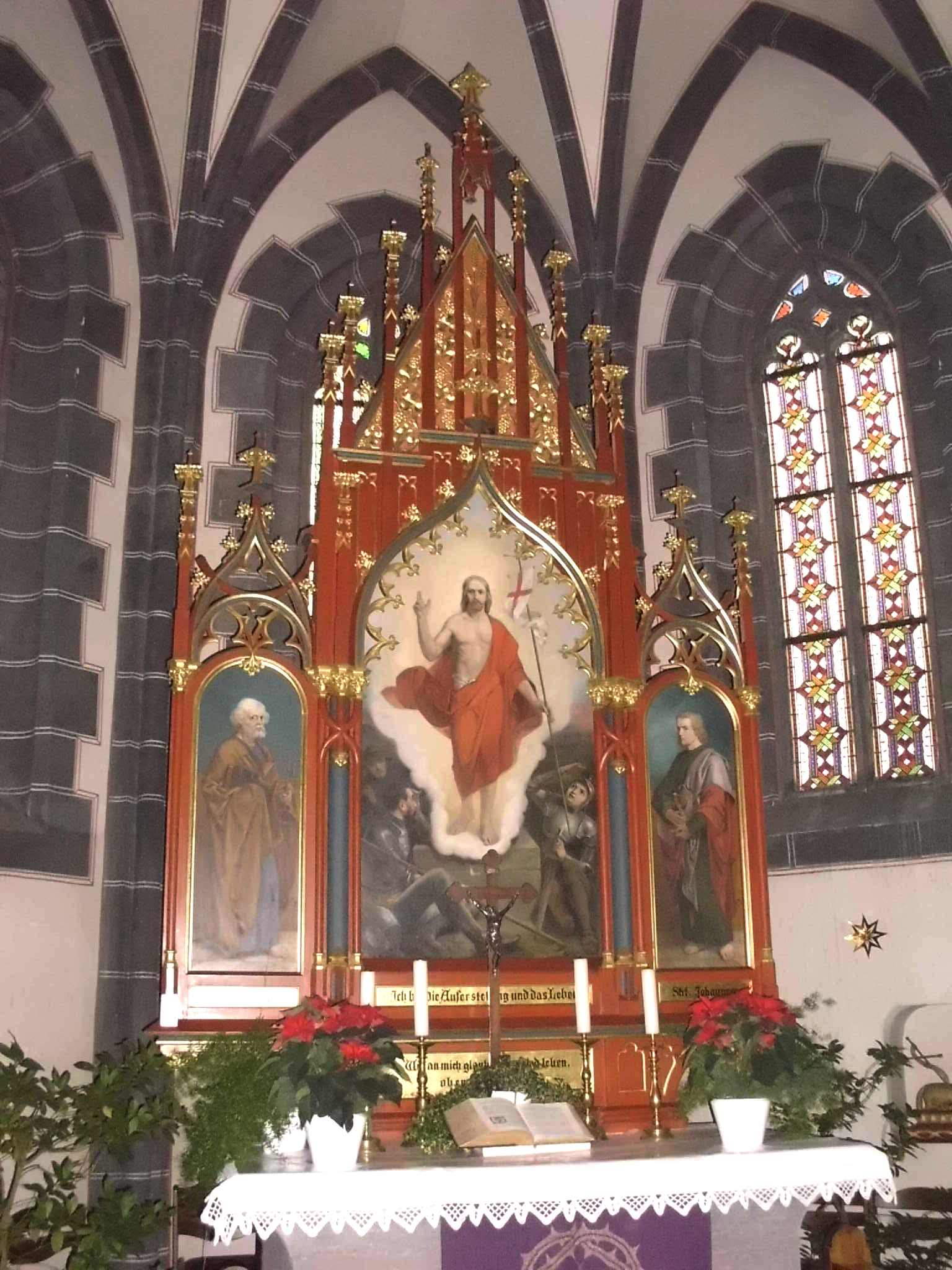
Der neugotische Altar mit dem Auferstehungsgemälde

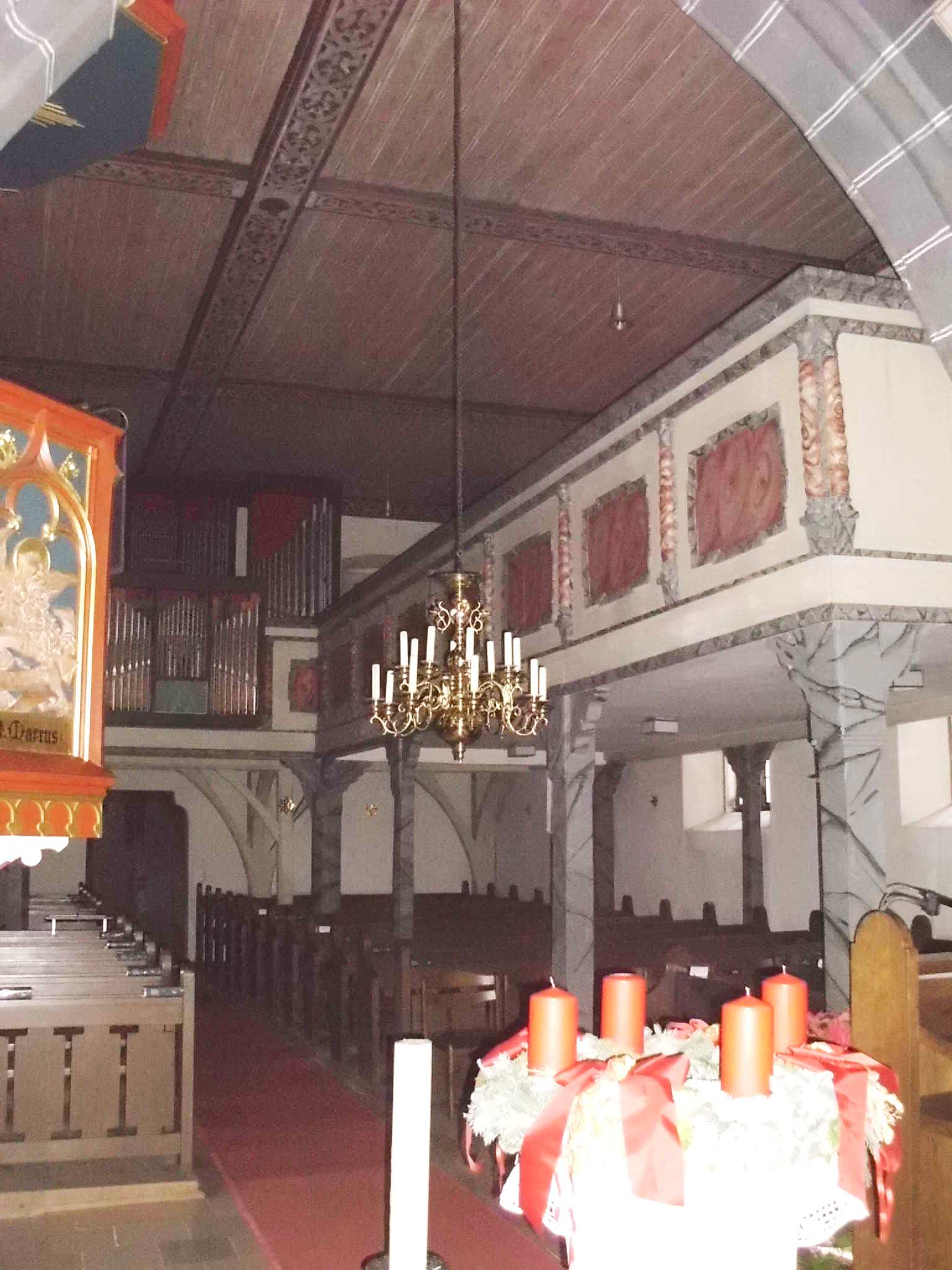
Das Kircheninnere gegen Westen

## Lage
Die Kirche steht am westlichen Ortsende parallel zur Hauptstraße.

## Pfarr- und Baugeschichte
Die Kirche wurde, vielleicht im Zusammenhang mit einem Siechenhaus, im 15. Jahrhundert erbaut. Eventuell gab es einen Vorgängerbau, denn an Stelle des heutigen Unterwurmbach existierte schon seit dem 8. Jahrhundert zur Sicherung der rechten Seite des Altmühlübergangs eine fränkisch-karolingische Siedlung mit Wirtschaftshöfen des königlichen Eigenklosters Gunzenhausen bzw. ab 823 des Klosters Ellwangen. Das Dorf wurde im 12./13. Jahrhundert von einem Niederadel beherrscht, der im Dienste der Edlen von Truhendingen stand und in Unterwurmbach auf ellwangischem Kirchengrund einen Burgsitz hatte. Nach dem Aussterben der Truhendinger verfügte das Kloster Ellwangen wieder über das Ritterlehen. Zur Erbauungszeit der ersten nachweisbaren Kirche – um 1520 ist sie als Kapelle St. Jodokus erwähnt – findet man den wohlhabenden Hans Bunikheim, Sohn eines Gunzenhäuser Bürgers ritterlicher Herkunft, im Besitz des Unterwurmbacher Ritterlehens. Er übergab es 1459 an seinen Schwiegersohn Hermann Kautsch und 1476 ging es auf dem Erbweg an Engelhard von Muhr über. Da der Pfarrer von Unterwurmbach stets ein Geistlicher der Stadtkirche Gunzenhausen war, wie 1580 berichtet wird, kam hier in der ersten Hälfte des 16. Jahrhunderts die Reformation zum Tragen, das Gotteshaus wurde protestantisch. In der Folge wurden spätestens im 19. Jahrhundert ein festes Gestühl, die West- und, der Kanzel gegenüber, die Nordempore sowie der Taufstein (die Kirche besitzt zwei) zu wesentlichen Elementen der Kirche.
Der Ort litt unter dem Dreißigjährigen Krieg schwer; 1632 wurde Unterwurmbach von den Schweden gebrandschatzt. Der damalige Pfarrer Dürr bat deshalb um seine Entlassung, und sein Nachfolger, Pfarrer Ernst Hornung, wollte schon 1635 die verarmte und verschuldete Gemeinde wieder verlassen. 1669 verkaufte das Kloster Ellwangen das Dorf um 200 Gulden an die Markgrafen von Brandenburg-Ansbach, die nunmehr für Kirche zuständig waren. 1678 erfolgte eine grundlegende Reparatur der schwer beschädigten Kirche; das Langhaus wurde neu errichtet, zeigt aber noch Reste der alten Kirche.
Im 18. Jahrhundert musste das Sakralgebäude mehrmals repariert werden; 1785 erhielt es einen Dachreiter, und 1787 wurden zwei Fenster zur Verbesserung der Lichtverhältnisse eingebrochen. 1862 wurde der Dachreiter wegen Baufälligkeit abgetragen und 1871 durch einen Kirchturm an der Westseite ersetzt, in dem sich auch der Emporenaufgang befindet. Er ist bis knapp unter dem Dachfirst des Langhauses quadratisch aufgeführt und verputzt, während beim unverputzten Obergeschoss die Ecken abgeflacht sind.
Von jeher gehörte Unterwurmbach zur Pfarrei Gunzenhausen. Erst in bayerischer Zeit, 1815, wurden Ober- und Unterwurmbach eine eigenständige Pfarrei. Diese wurde bereits 1827 wieder aufgelöst, so dass Unterwurmbach heute von der Pfarrstelle Gunzenhausen II versorgt wird.

## Baubeschreibung
Die Kirche mit ihrem gotischen Chor ist west-ost ausgerichtet. Sie wird an der Südseite durch ein Spitzbogen-Portal mit profilierter Leibung betreten. Das flachgedeckte Langhaus hat drei Fensterachsen; unter dem Dach hat sich die „interessante“ Holztonnenkonstruktion der Spätgotik erhalten. Die zweiteiligen Spitzbogenfenster zeigen ein Maßwerk aus Pässen und Nasen, an der Nordseite allerdings nicht das ursprüngliche. Der Chorbogen mit profilierter Leibung verläuft spitz zu. Der eingezogene und einjochige, mit einem Rippennetzgewölbe versehene Chor hat einen polygonen Schluss; die Rippen enden auf gestützten Dreiviertelsäulen bzw. an den Seitenwänden des Chorjoches auf Kopfkonsolen.
Die Sakristei an der Nordseite des Chores hat ein Kreuzrippengewölbe.

## Ausstattung
Die neugotische Inneneinrichtung der Kirche stammt von 1848. Der Altar im Chor ist dem der Gunzenhäuser Stadtkirche nachempfunden. Das neugotische Altarbild zeigt die Auferstehung Christi, zwei Flachskulpturen bilden Petrus und Johannes ab. Letztere schuf 1904 der Nürnberger Bildhauer Jan Stöttner, von dem auch die Kanzel mit den vier Evangelistensymbolen stammt. Die Orgel auf der Westempore kam nach dem Zweiten Weltkrieg in die Kirche.
Auf dem Langhausdach befindet sich im Osten eine „hübsche“ barocke schmiedeeiserne Windfahne.